# Shanghai Sharks
Pour les articles homonymes, voir Sharks (homonymie).
Les Shanghai Sharks (上海哔哩哔哩 en chinois) sont un club chinois de basket-ball basé à Shanghai. C'est dans ce club qu'évoluait Yao Ming avant de rejoindre la NBA. Depuis sa retraite sportive, il en est actuellement le président.

## Palmarès
- Champion de Chine : 2002
- Vice-champion de Chine : 2000, 2001

## Entraîneurs successifs
- Déc. 2013-mars 2014 :  Rob Beveridge

## Joueurs célèbres ou marquants
- Luis Scola
- Yao Ming
- Guerschon Yabusele
- Gilbert Arenas
- Jimmer Fredette
- Michael Beasley